# Gunung Tua Tonga (Padang Bolak)
Gunung Tua Tonga is een bestuurslaag in het regentschap Padang Lawas Utara van de provincie Noord-Sumatra, Indonesië. Gunung Tua Tonga telt 1477 inwoners (volkstelling 2010).